# ماري كوستا
ماري كوستا (بالإنجليزية: Mary Costa)‏ (و. 1930 – م) هي ممثلة، ومغنية، ومغنية أوبرا، من الولايات المتحدة الأمريكية، ولدت في نوكسفيل.

## التعليم
تعلمت في معهد كاليفورنيا للفنون.

## أعمالها
- الأميرة النائمة : الأميرة أورورا

## وصلات خارجية
- ماري كوستا على موقع IMDb (الإنجليزية)
- ماري كوستا على موقع ألو سيني (الفرنسية)
- ماري كوستا على موقع ميوزك برينز (الإنجليزية)
- ماري كوستا على موقع أول موفي (الإنجليزية)
- ماري كوستا على موقع قاعدة بيانات الأفلام السويدية (السويدية)
- ماري كوستا على موقع ديسكوغز (الإنجليزية)
- ماري كوستا على موقع قاعدة بيانات الفيلم (الإنجليزية)
- ماري كوستا على موقع كينوبويسك (الروسية)